# Cagliari Calcio 1977-1978
Questa voce raccoglie le informazioni riguardanti il Cagliari Calcio nelle competizioni ufficiali della stagione 1977-1978.

## Stagione
Dopo la bella stagione precedente il Cagliari, con in panchina il confermato Lauro Toneatto, è partito con i favori dei pronostici ma ha disatteso le premesse disputando un campionato di mezza classifica, non dando mai l'impressione di rientrare nella lotta promozione.
Ha raggiunto la migliore posizione in classifica alla decima giornata con il quarto posto, poi il calo. Dopo l'Epifania, al culmine di quattro sconfitte consecutive, viene esonerato l'allenatore e richiamato Mario Tiddia il quale porta la squadra ad una tranquilla salvezza. In evidenza Luigi Piras, autore di 12 reti.
In Coppa Italia il Cagliari ha disputato il settimo girone di qualificazione dove ha incassato
tre sconfitte e 11 reti subite in quattro partite. Un campanello d'allarme che avrebbe dovuto essere ascoltato all'inizio del campionato, perché evidenziava una difesa non ben preparata ad affrontare questa difficile stagione sportiva.
Tra i migliori del campionato vi sono Alberto Marchetti, lucidissimo regista di scuola juventina, e il centrocampista Guido Magherini, autore di otto reti.

## Rosa
| N. |                   | Ruolo | Calciatore              |
| -- | ----------------- | ----- | ----------------------- |
|    | Italia (bandiera) | P     | Roberto Corti           |
|    | Italia (bandiera) | P     | Renato Copparoni        |
|    | Italia (bandiera) | D     | Giorgio Melis           |
|    | Italia (bandiera) | D     | Mario Brugnera          |
|    | Italia (bandiera) | D     | Costantino Idini        |
|    | Italia (bandiera) | D     | Oreste Lamagni          |
|    | Italia (bandiera) | D     | Mario Valeri            |
|    | Italia (bandiera) | D     | Renato Roffi (capitano) |
|    | Italia (bandiera) | D     | Silvio Longobucco       |

| N. |                   | Ruolo | Calciatore           |
| -- | ----------------- | ----- | -------------------- |
|    | Italia (bandiera) | C     | Alberto Marchetti    |
|    | Italia (bandiera) | C     | Giuseppe Bellini     |
|    | Italia (bandiera) | C     | Vito Graziani        |
|    | Italia (bandiera) | C     | Roberto Quagliozzi   |
|    | Italia (bandiera) | C     | Francesco Casagrande |
|    | Italia (bandiera) | C     | Guido Magherini      |
|    | Italia (bandiera) | A     | Luigi Piras          |
|    | Italia (bandiera) | A     | Luigi Capuzzo        |
|    | Italia (bandiera) | A     | Silvano Villa        |

## Risultati

### Serie B

#### Girone di andata
| Arbitro: | D'Elia (Salerno) |

|                         |           |  |
| Beccati 76’ Sartori 90’ | Marcatori |  |

| Cagliari 18 settembre 1977 2ª giornata | Cagliari          | 0 – 0 | Sambenedettese | Stadio Sant'Elia\| Arbitro: \| Tonolini (Milano) \| |
| Arbitro:                               | Tonolini (Milano) |       |                |                                                     |

| Arbitro: | Lattanzi (Roma) |

|                  |           |  |
| Roffi 29’ (aut.) | Marcatori |  |

| Arbitro: | Panzino (Catanzaro) |

|                                                             |           |                                         |
| Capuzzo 18’ Marchetti 24’ (rig.) Longobucco 42’ Bellini 42’ | Marcatori | 36’, 85’ (rig.) Criscimanni 51’ Ramella |

| Arbitro: | Prati (Parma) |

|  |           |           |
|  | Marcatori | 60’ Piras |

| Arbitro: | Celli (Trieste) |

|                |           |                          |
| Piras 25’, 53’ | Marcatori | 6’ Iacovone 43’ Selvaggi |

| Palermo 23 ottobre 1977 7ª giornata | Palermo         | 0 – 0 | Cagliari | Stadio La Favorita\| Arbitro: \| Schena (Foggia) \| |
| Arbitro:                            | Schena (Foggia) |       |          |                                                     |

| Modena 30 ottobre 1977 8ª giornata | Modena           | 0 – 0 | Cagliari | Stadio Alberto Braglia\| Arbitro: \| Falasca (Chieti) \| |
| Arbitro:                           | Falasca (Chieti) |       |          |                                                          |

| Arbitro: | D'Elia (Salerno) |

|                                                        |           |              |
| Magherini 12’, 65’ Marchetti 21’ (rig.) Piras 23’, 42’ | Marcatori | 73’ Saltutti |

| Arbitro: | Lops (Torino) |

|                        |           |                                               |
| Palanca 2’ Banelli 90’ | Marcatori | 8’ Magherini 76’ Marchetti 88’ (aut.) Arrighi |

| Arbitro: | Trinchieri (Reggio Emilia) |

|                                |           |                           |
| Marchetti 10’ (rig.) Villa 90’ | Marcatori | 27’ Scaini 50’, 73’ Silva |

| Arbitro: | Panzino (Catanzaro) |

|                |           |  |
| Barlassina 28’ | Marcatori |  |

| Arbitro: | Patrussi (Arezzo) |

|                                               |           |                   |
| Brugnera 1’ (rig.), 22’ (rig.) Casagrande 20’ | Marcatori | 47’ (aut.) Valeri |

| Arbitro: | D'Elia (Salerno) |

|             |           |                   |
| Capuzzo 77’ | Marcatori | 17’, 84’ Bellotto |

| Arbitro: | Schena (Foggia) |

|             |           |  |
| Cassago 13’ | Marcatori |  |

| Arbitro: | Falasca (Chieti) |

|                      |           |                                           |
| Capuzzo 5’ Piras 19’ | Marcatori | 7’ Beccalossi 20’ Mutti 25’, 75’ Nicolini |

| Arbitro: | Ballerini (La Spezia) |

|                                       |           |                      |
| Gambin 26’, 80’ Lorenzetti 40’ (rig.) | Marcatori | 48’ (rig.) Marchetti |

| Arbitro: | Gussoni (Tradate) |

|              |           |  |
| Brugnera 74’ | Marcatori |  |

| Arbitro: | Agnolin (Bassano del Grappa) |

|  |           |                          |
|  | Marcatori | 38’ Brugnera 42’ Capuzzo |

#### Girone di ritorno
| Cagliari 29 gennaio 1978 20ª giornata | Cagliari        | 0 – 0 | Lecce | Stadio Sant'Elia\| Arbitro: \| Mascia (Milano) \| |
| Arbitro:                              | Mascia (Milano) |       |       |                                                   |

| Arbitro: | Milan (Treviso) |

|           |           |  |
| Bozzi 13’ | Marcatori |  |

| Arbitro: | Materassi (Firenze) |

|                                   |           |            |
| Magherini 19’, 22’ Quagliozzi 35’ | Marcatori | 25’ Macchi |

| Arbitro: | Schena (Foggia) |

|                               |           |                          |
| Ramella 22’ Taddei 89’ (rig.) | Marcatori | 38’ Villa 78’ Casagrande |

| Arbitro: | Lops (Torino) |

|                                   |           |                       |
| Magherini 30’ Casagrande 41’, 84’ | Marcatori | 65’ (rig.) Cavagnetto |

| Arbitro: | Milan (Treviso) |

|                               |           |           |
| Panizza 11’ (rig.) Turini 41’ | Marcatori | 74’ Piras |

| Arbitro: | Barbaresco (Cormons) |

|             |           |           |
| Bellini 16’ | Marcatori | 77’ Conte |

| Cagliari 26 marzo 1978 27ª giornata | Cagliari        | 0 – 0 | Modena | Stadio Sant'Elia\| Arbitro: \| Mascia (Milano) \| |
| Arbitro:                            | Mascia (Milano) |       |        |                                                   |

| Arbitro: | Tonolini (Milano) |

|              |           |                |
| Bombardi 37’ | Marcatori | 11’, 36’ Piras |

| Arbitro: | Ciacci (Firenze) |

|                  |           |                      |
| A. Marchetti 27’ | Marcatori | 42’ Banelli 78’ Nemo |

| Monza 16 aprile 1978 30ª giornata | Monza         | 0 – 0 | Cagliari | Stadio Gino Alfonso Sada\| Arbitro: \| Redini (Pisa) \| |
| Arbitro:                          | Redini (Pisa) |       |          |                                                         |

| Arbitro: | Serafino (Roma) |

|                                        |           |  |
| Brugnera 5’ Bellini 34’ Quagliozzi 63’ | Marcatori |  |

| Arbitro: | Prati (Parma) |

|                   |           |           |
| S. Pellegrini 61’ | Marcatori | 51’ Piras |

| Arbitro: | Magni (Bergamo) |

|                             |           |                            |
| Ambu 15’ A. Moro 78’ (rig.) | Marcatori | 43’ Bellini 52’ Quagliozzi |

| Arbitro: | Lops (Torino) |

|                    |           |                                 |
| Magherini 60’, 72’ | Marcatori | 36’ De Giorgis 57’ (aut.) Corti |

| Arbitro: | F. Panzino (Catanzaro) |

|             |           |               |
| E. Salvi 8’ | Marcatori | 2’, 40’ Piras |

| Arbitro: | Longhi (Roma) |

|                |           |                |
| Quagliozzi 55’ | Marcatori | 43’ Di Michele |

| Arbitro: | Casarin (Milano) |

|             |           |  |
| Lombardi 6’ | Marcatori |  |

| Arbitro: | Bergamo (Livorno) |

|             |           |                        |
| Lamagni 59’ | Marcatori | 15’ Volpi 44’ La Torre |

### Coppa Italia

#### Settimo girone
| Arbitro: | Pieri (Genova) |

|  |           |                                   |
|  | Marcatori | 56’ (rig.) Curi 87’ W. Speggiorin |

| 24 agosto 1977 2ª giornata |  | – Riposo |  |  |

| Arbitro: | Gazzari (Macerata) |

|                            |           |              |
| Ciampoli 12’ Magherini 22’ | Marcatori | 88’ Gattelli |

| Arbitro: | Agnolin (Bassano del Grappa) |

|                                                   |           |           |
| Grop 21’ Zucchini 25’ Orazi 30’ Nobili 80’ (rig.) | Marcatori | 16’ Villa |

| Arbitro: | Falzier (Treviso) |

|                                                            |           |                                   |
| Longobucco 55’ (aut.) Selvaggi 60’, 81’ Panizza 64’ (rig.) | Marcatori | 35’ (aut.) Iacovone 74’ Marchetti |

## Statistiche

### Statistiche di squadra
| Competizione | Punti | In casa | In casa | In casa | In casa | In casa | In casa | In trasferta | In trasferta | In trasferta | In trasferta | In trasferta | In trasferta | Totale | Totale | Totale | Totale | Totale | Totale | DR |
| Competizione | Punti | G       | V       | N       | P       | Gf      | Gs      | G            | V            | N            | P            | Gf           | Gs           | G      | V      | N      | P      | Gf     | Gs     | DR |
| ------------ | ----- | ------- | ------- | ------- | ------- | ------- | ------- | ------------ | ------------ | ------------ | ------------ | ------------ | ------------ | ------ | ------ | ------ | ------ | ------ | ------ | -- |
| Serie B      | 37    | 19      | 7       | 7       | 5       | 35      | 26      | 19           | 5            | 6            | 8            | 17           | 21           | 38     | 12     | 13     | 13     | 52     | 47     | +5 |
| Coppa Italia | -     | 2       | 1       | 0       | 1       | 2       | 3       | 2            | 0            | 0            | 2            | 3            | 8            | 4      | 1      | 0      | 3      | 5      | 11     | -6 |
| Totale       |       | 21      | 8       | 7       | 6       | 37      | 29      | 21           | 5            | 6            | 10           | 20           | 29           | 42     | 13     | 13     | 16     | 57     | 58     | -1 |

### Statistiche dei giocatori
Fonte:
| Giocatore     | Serie B  | Serie B | Serie B     | Serie B    | Coppa Italia | Coppa Italia | Coppa Italia | Coppa Italia | Totale   | Totale | Totale      | Totale     |
| Giocatore     | Presenze | Reti    | Ammonizioni | Espulsioni | Presenze     | Reti         | Ammonizioni  | Espulsioni   | Presenze | Reti   | Ammonizioni | Espulsioni |
| ------------- | -------- | ------- | ----------- | ---------- | ------------ | ------------ | ------------ | ------------ | -------- | ------ | ----------- | ---------- |
| G. Bellini    | 17       | 4       | ?           | ?          | ?            | ?            | ?            | ?            | 17+      | 4+     | ?           | ?          |
| M. Brugnera   | 29       | 5       | ?           | ?          | ?            | ?            | ?            | ?            | 29+      | 5+     | ?           | ?          |
| L. Capuzzo    | 18       | 4       | ?           | ?          | ?            | ?            | ?            | ?            | 18+      | 4+     | ?           | ?          |
| F. Casagrande | 32       | 4       | ?           | ?          | ?            | ?            | ?            | ?            | 32+      | 4+     | ?           | ?          |
| F. Ciampoli   | 20       | 0       | ?           | ?          | ?            | ?            | ?            | ?            | 20+      | 0+     | ?           | ?          |
| R. Copparoni  | 23       | -26     | ?           | ?          | ?            | ?            | ?            | ?            | 23+      | -26+   | ?           | ?          |
| R. Corti      | 15       | -21     | ?           | ?          | ?            | ?            | ?            | ?            | 15+      | -21+   | ?           | ?          |
| V. Graziani   | 12       | 0       | ?           | ?          | ?            | ?            | ?            | ?            | 12+      | 0+     | ?           | ?          |
| C. Idini      | 1        | 0       | ?           | ?          | ?            | ?            | ?            | ?            | 1+       | 0+     | ?           | ?          |
| O. Lamagni    | 32       | 1       | ?           | ?          | ?            | ?            | ?            | ?            | 32+      | 1+     | ?           | ?          |
| S. Longobucco | 29       | 1       | ?           | ?          | ?            | ?            | ?            | ?            | 29+      | 1+     | ?           | ?          |
| G. Magherini  | 27       | 8       | ?           | ?          | ?            | ?            | ?            | ?            | 27+      | 8+     | ?           | ?          |
| A. Marchetti  | 37       | 6       | ?           | ?          | ?            | ?            | ?            | ?            | 37+      | 6+     | ?           | ?          |
| G. Melis      | 7        | 0       | ?           | ?          | ?            | ?            | ?            | ?            | 7+       | 0+     | ?           | ?          |
| L. Piras      | 37       | 12      | ?           | ?          | ?            | ?            | ?            | ?            | 37+      | 12+    | ?           | ?          |
| R. Quagliozzi | 34       | 4       | ?           | ?          | ?            | ?            | ?            | ?            | 34+      | 4+     | ?           | ?          |
| R. Roffi      | 32       | 0       | ?           | ?          | ?            | ?            | ?            | ?            | 32+      | 0+     | ?           | ?          |
| M. Valeri     | 30       | 0       | ?           | ?          | ?            | ?            | ?            | ?            | 30+      | 0+     | ?           | ?          |
| S. Villa      | 20       | 2       | ?           | ?          | ?            | ?            | ?            | ?            | 20+      | 2+     | ?           | ?          |